# Adlikon bei Regensdorf
Adlikon bei Regensdorf är en ort i kommunen Regensdorf i kantonen Zürich i Schweiz. Den ligger cirka 10 kilometer nordväst om centrala Zürich. Orten har 4 842 invånare (2021). Adlikon bei Regensdorf är sammanvuxet med orterna Regensdorf och Watt.